# Saint-Saturnin (Puy-de-Dôme)
Saint-Saturnin je obec ve francouzském departementu Puy-de-Dôme v regionu Auvergne, vzdálená 15 km jižně od města Clermont-Ferrand. Leží v údolí řeky Monne.
Obec je zařazena mezi Nejkrásnější vesnice Francie, sdružení, jež má podpořit francouzský cestovní ruch. Mezi hlavní památky patří hrad pocházející z 13. století, který býval domovem předků hrabat z Auvergne a románský kostel Panny Marie postavený z lávového kamene.

## Poloha
Obec má rozlohu 16,86 km². Nejvyšší bod je položený 890 m n. m. a nejnižší bod 460.